# ويندوز سيرفر 2012
ويندوز سيرفر 2012 (بالإنجليزية: Windows Server 2012 ورمزه «ويندوز سيرفر 8»)، هو الإصدار السادس من نظام التشغيل ويندوز سيرفر. وهو نسخة الخادم من ويندوز 8 وأتى بعدنظام التشغيل Windows Server 2008 R2. أصدرت مايكروسوفت نسختين خلال تطوير النظام تحت اسم معاينة المطورين والنسخة التجريبية. تم إطلاق النظام رسمياً للمستخدمين بدايةً من 4 سبتمبر 2012.